# Xã Rochester, Quận Andrew, Missouri
Xã Rochester (tiếng Anh: Rochester Township) là một xã thuộc quận Andrew, tiểu bang Missouri, Hoa Kỳ. Năm 2010, dân số của xã này là 1.182 người.